# Breteau
Breteau is een gemeente in het Franse departement Loiret (regio Centre-Val de Loire) en telt 75 inwoners (2009). De plaats maakt deel uit van het arrondissement Montargis.

## Geografie
De oppervlakte van Breteau bedraagt 17,4 km², de bevolkingsdichtheid is dus 4,3 inwoners per km².
De onderstaande kaart toont de ligging van Breteau met de belangrijkste infrastructuur en aangrenzende gemeenten.

## Demografie
Onderstaande figuur toont het verloop van het inwonertal (bron: INSEE-tellingen).